# Love, Damini
Love, Damini è il sesto album in studio del cantante nigeriano Burna Boy, pubblicato l'8 luglio 2022 su etichetta discografica Atlantic Records.

## Promozione
Un anno prima dell'uscita del disco, il 29 aprile 2021, è stato reso disponibile il singolo apripista Kilometre. Il 13 maggio 2022, in contemporanea con l'annuncio dell'album, è stato pubblicato il secondo singolo Last Last.

## Tracce
1. Glory (feat. Ladysmith Black Mambazo) – 3:51
2. Science – 3:21
3. Cloak & Dagger (feat. J Hus) – 3:31
4. Kilometre – 2:32
5. Jagele – 3:02
6. Whiskey – 3:23
7. Last Last – 2:52
8. Different Size (feat. Victony) – 3:29
9. It's Plenty – 3:36
10. Dirty Secrets – 2:31
11. Toni-Ann Singh (feat. Popcaan) – 2:55
12. Solid (feat. Kehlani e Blxst) – 3:15
13. For My Hand (feat. Ed Sheeran) – 2:39
14. Rollercoaster (feat. J Balvin) – 3:07
15. Vanilla – 2:35
16. Common Person – 3:30
17. Wild Dreams (feat. Khalid) – 3:06
18. How Bad Could It Be – 4:57
19. Love, Damini (feat. Ladysmith Black Mambazo) – 2:22

## Classifiche

### Classifiche settimanali
| Classifica (2022) | Posizione massima |
| ----------------- | ----------------- |
| Canada            | 6                 |
| Danimarca         | 8                 |
| Irlanda           | 23                |
| Norvegia          | 6                 |
| Paesi Bassi       | 2                 |
| Regno Unito       | 2                 |
| Stati Uniti       | 14                |
| Svezia            | 12                |
| Svizzera          | 6                 |

### Classifiche di fine anno
| Classifica (2022) | Posizione |
| ----------------- | --------- |
| Danimarca         | 84        |
| Francia           | 164       |
| Paesi Bassi       | 11        |